# Erendira pictithorax
Erendira pictithorax là một loài nhện trong họ Corinnidae.
Loài này thuộc chi Erendira. Erendira pictithorax được Lodovico di Caporiacco miêu tả năm 1955.